# Bulia recipiens
Bulia recipiens là một loài bướm đêm trong họ Erebidae.